# Capitaine (Canada)
Pour les articles homonymes, voir Capitaine.
Dans l'Armée canadienne et l'Aviation royale du Canada des Forces canadiennes, capitaine est le grade le plus élevé des officiers subalternes. Il est précédé par le grade de lieutenant et suivi par celui de major. Dans l'Armée canadienne, l'insigne du capitaine est trois étoiles et dans l'Aviation royale du Canada, deux bandes. Son équivalent dans la Marine royale canadienne est le grade de lieutenant de vaisseau.
Le capitaine occupe une grande variété de positions différentes dans les trois niveaux, tactique, opérationnel et stratégique. En effet, un capitaine peut être commandant d'un peloton ou d'une troupe sur le plan tactique ; il peut être employé en tant qu'officier des opérations dans une salle d'opérations d'une sous-unité ou d'une unité ; il peut occuper une position dans un quartier général de formation sur le plan opérationnel ou stratégique. Cette position dépend surtout du niveau d'expérience du capitaine, car celui-ci peut varier beaucoup d'un capitaine à un autre. En effet, certains capitaines sont d'anciens sous-officiers qui ont acquis une longue expérience avec les années. De plus, certains capitaines demeurent plusieurs années à ce grade puisque la décision de passer au grade de major implique beaucoup de responsabilités et demande d'être choisi par un comité de sélection des promotions.
| Précédé par Lieutenant | Capitaine | Suivi par Major |